# 필리핀 의회
필리핀 의회(영어: Congress of the Philippines, 필리핀어: Kongreso ng Pilipinas)는 필리핀의 양원제 입법부로서, 상원인 필리핀 상원(Senate)과 하원인 필리핀 하원(House of Representatives)으로 이루어져 있다. 양원의 회의장은 정부 소재지인 메트로 마닐라의 여러 지역에 있다.
1946년 필리핀 공화국의 독립과 함께 양원제 의회가 수립되었다. 이는 1972년 9월 23일 페르디난드 마르코스 대통령이 계엄령을 선포하고 중지되었고, 1973년 개헌으로 반대통령제 하의 단원제 임시의회가 필리핀의 총리를 선출했다. 1986년 피플 파워 혁명 이후 집권한 코라손 아키노 대통령 정부에서 새 헌법이 작성되어 다시 대통령제와 양원제 의회가 복원되었다. 케손 시티에 위치한 임시의회의 건물은 여전히 하원 회의장으로 사용되고 있다.

## 같이 보기
- 필리핀 상원
- 필리핀 하원